# Glij-oever

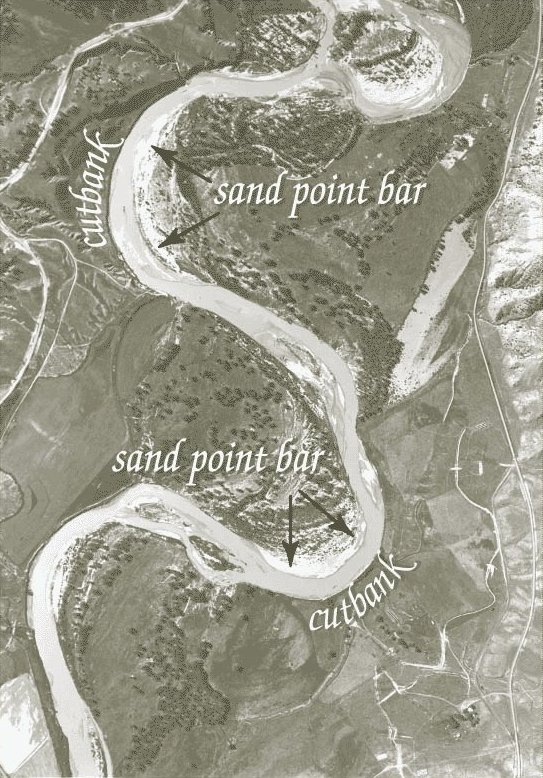
Glij-oevers (sand point bar)

De glij-oever (ook wel de bolle oever genaamd) bevindt zich in de binnenbocht van een beek of rivier waar de stroming het geringst is. Als gevolg van de spiraalstroom in het water vindt hier de meeste aanslibbing plaats. Deze oever wordt daarom ook wel de aanslibbingsoever genoemd. De glij-oever bezit een flauw, glijdend talud.
Aan de overzijde bevindt zich de stootoever. Hier, in de buitenbocht, is de stroomsnelheid het hoogst en erodeert de oever.